# كريس ماكويد
كريس ماكويد (بالإنجليزية: Kris McQuade)‏ هي ممثلة أسترالية، ولدت في 1952 في كوفس هاربور في أستراليا.

## وصلات خارجية
- كريس ماكويد على موقع IMDb (الإنجليزية)
- كريس ماكويد على موقع ميوزك برينز (الإنجليزية)
- كريس ماكويد على موقع قاعدة بيانات الأفلام السويدية (السويدية)
- كريس ماكويد على موقع قاعدة بيانات الفيلم (الإنجليزية)